# Solar Power
Albums de Lorde
Melodrama
(2017) Te Ao Mārama (en)
(2021)
Singles
1. Solar Power (en)
Sortie : 11 juin 2021
2. Stoned at the Nail Salon (en)
Sortie : 22 juillet 2021
3. Mood Ring (en)
Sortie : 17 août 2021

Solar Power est le troisième album studio de l'auteure-compositrice-interprète néo-zélandaise Lorde. Il est sorti le 20 août 2021 sous le label Universal.

## Liste des pistes
| Édition standard | Édition standard                        | Édition standard                | Édition standard                | Édition standard | Édition standard | Édition standard | Édition standard | Édition standard | Édition standard |
| No               | Titre                                   | Auteur                          | Producteur                      | Durée            |                  |                  |                  |                  |                  |
| ---------------- | --------------------------------------- | ------------------------------- | ------------------------------- | ---------------- | ---------------- | ---------------- | ---------------- | ---------------- | ---------------- |
| 1.               | The Path                                | Lorde                           | - Lorde - Jack Antonoff - Malay | 3:41             |                  |                  |                  |                  |                  |
| 2.               | Solar Power (en)                        | - Lorde - Jack Antonoff         | - Lorde - Jack Antonoff         | 3:13             |                  |                  |                  |                  |                  |
| 3.               | California                              | - Lorde - Jack Antonoff         | - Lorde - Jack Antonoff         | 3:11             |                  |                  |                  |                  |                  |
| 4.               | Stoned at the Nail Salon (en)           | - Lorde - Jack Antonoff         | - Lorde - Jack Antonoff         | 4:26             |                  |                  |                  |                  |                  |
| 5.               | Fallen Fruit (en)                       | - Lorde - Jack Antonoff         | - Lorde - Jack Antonoff         | 3:58             |                  |                  |                  |                  |                  |
| 6.               | Secrets from a Girl (Who's Seen It All) | - Lorde - Jack Antonoff - Robyn | - Lorde - Jack Antonoff         | 3:38             |                  |                  |                  |                  |                  |
| 7.               | The Man with the Axe                    | - Lorde - Malay                 | - Lorde - Jack Antonoff - Malay | 4:15             |                  |                  |                  |                  |                  |
| 8.               | Dominoes                                | - Lorde - Jack Antonoff         | - Lorde - Jack Antonoff         | 2:03             |                  |                  |                  |                  |                  |
| 9.               | Big Star                                | - Lorde - Jack Antonoff         | - Lorde - Jack Antonoff         | 2:47             |                  |                  |                  |                  |                  |
| 10.              | Leader of a New Regime                  | - Lorde - Malay                 | - Lorde - Jack Antonoff - Malay | 1:33             |                  |                  |                  |                  |                  |
| 11.              | Mood Ring (en)                          | - Lorde - Jack Antonoff         | - Lorde - Jack Antonoff         | 3:45             |                  |                  |                  |                  |                  |
| 12.              | Oceanic Feeling                         | Lorde                           | - Lorde - Jack Antonoff         | 6:39             |                  |                  |                  |                  |                  |
| 43:09            |                                         |                                 |                                 |                  |                  |                  |                  |                  |                  |

| Édition deluxe | Édition deluxe | Édition deluxe | Édition deluxe                  | Édition deluxe | Édition deluxe | Édition deluxe | Édition deluxe | Édition deluxe | Édition deluxe |
| No             | Titre          | Auteur         | Producteur                      | Durée          |                |                |                |                |                |
| -------------- | -------------- | -------------- | ------------------------------- | -------------- | -------------- | -------------- | -------------- | -------------- | -------------- |
| 13.            | Helen of Troy  | Lorde          | - Lorde - Jack Antonoff         | 2:52           |                |                |                |                |                |
| 14.            | Hold No Grudge | Lorde          | - Lorde - Jack Antonoff - Malay | 4:26           |                |                |                |                |                |
| 50:34          |                |                |                                 |                |                |                |                |                |                |

## Classements hebdomadaires
| Classement (2021)               | Meilleure position |
| ------------------------------- | ------------------ |
| Allemagne (Media Control AG)    | 4                  |
| Australie (ARIA)                | 1                  |
| Autriche (Ö3 Austria Top 40)    | 4                  |
| Belgique (Flandre Ultratop)     | 3                  |
| Belgique (Wallonie Ultratop)    | 7                  |
| Canada (Canadian Albums)        | 6                  |
| Danemark (Tracklisten)          | 10                 |
| Écosse (OCC)                    | 2                  |
| Espagne (Promusicae)            | 6                  |
| États-Unis (Billboard 200)      | 5                  |
| États-Unis (Alternative Albums) | 1                  |
| Irlande (IRMA)                  | 4                  |
| Italie (FIMI)                   | 30                 |
| Lituanie (AGATA)                | 15                 |
| Norvège (VG-lista)              | 12                 |
| Nouvelle-Zélande (RIANZ)        | 1                  |
| Pays-Bas (Mega Album Top 100)   | 3                  |
| Portugal (AFP)                  | 3                  |
| Tchéquie (IFPI)                 | 68                 |
| Royaume-Uni (UK Albums Chart)   | 2                  |
| Suède (Sverigetopplistan)       | 18                 |
| Suisse (Schweizer Hitparade)    | 2                  |